# Chatová oblast Vrcovice

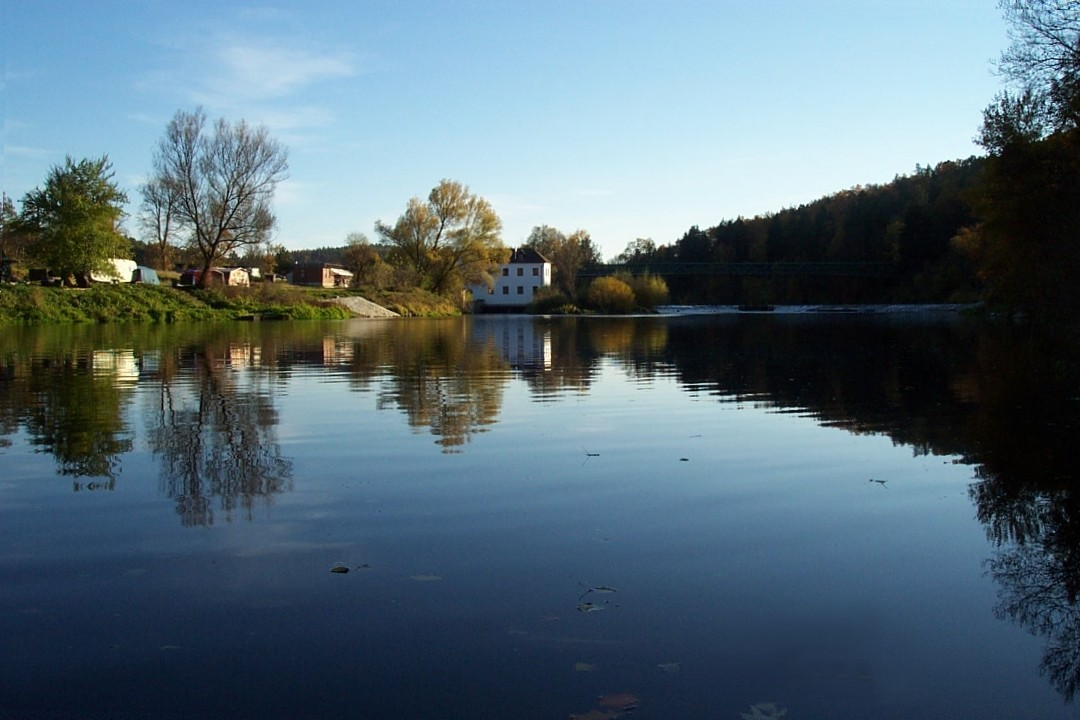
Řeka Otava s malou elektrárnou, a plynovou lávkou u Chatové oblasti Vrcovice

Chatová oblast Vrcovice je chatová rekreační oblast, respektive její část spadající svým katastrálním územím pod Vrcovice, ležící na řece Otavě, 5 km severně od Písku.

## Charakter oblasti
Osada se nachází u řeky, ale ne přímo; přímo u ní je pak kemp. Nachází se zde asi 50 chat a jedna hospoda. Jezdí sem hlavně obyvatelé města Písku, ale také i z dalších měst rybařit a rekreovat se. Osada je spojená s druhým břehem řeky pomocí plynové lávky, která je přístupná tedy i pro pěší. Také tudy vedou dvě značené turistické cesty.

## Vznik a vývoj
Osada vznikala průběžně již od 50. let 20. století a to právě zde, protože je to jediné místo, kde se údolí řeky Otavy na sever od Písku rozšiřuje a je tak dobře přístupné. Koncem 90. let zde vznikla malá elektrárna, která na první pohled vypadá jako mlýn. Roku 2002 byla osada zaplavena povodní.